# The Santa Clause 3: The Escape Clause
The Santa Clause 3: The Escape Clause (literalmente, Santa Cláusula 3: La Cláusula de Escape; titulada Santa Claus 3: Por una Navidad sin frío en España y Santa Cláusula 3: Complot en el Polo Norte en Hispanoamérica) es una película estadounidense del año 2006, la secuela de The Santa Clause y The Santa Clause 2. Está protagonizada por Tim Allen y Elizabeth Mitchell, dirigida por Michael Lembeck y producida por Brian Reilly, Bobby Newmyer y Jeffrey Silver.

## Argumento
Scott Calvin, también conocido como Santa Claus (Tim Allen), está teniendo dificultades para la gestión de la Navidad de este año. Su esposa, Carol (Elizabeth Mitchell), está esperando su primer hijo y tiene miedo de que Scott haga su entrega mientras que ella está haciendo la suya. Mientras tanto, Santa es convocado a una reunión del Consejo de Figuras Legendarias, compuesto de la Madre Naturaleza (Aisha Tyler), el Padre Tiempo (Peter Boyle), el Conejo de pascua (Jay Thomas), Cupido (Kevin Pollak), el Ratoncito Pérez o duende de los dientes (Art LaFleur) y el Arenero (Michael Dorn). Jack Frost (Martin Short) también aparece y está celoso porque no tiene una fiesta u ocasión especial en su honor y se ha estado promocionando a sí mismo durante la Navidad con figuras de cartón con su imagen y el mensaje: "Feliz Frostividad". La Madre Naturaleza y el Padre Tiempo acusan a Jack Frost de tratar de eclipsar a Santa, y a todas las otras figuras legendarias, por lo que acuerdan castigarlo. Jack logra convencerlos de que solo le condenen a una leve sentencia de trabajos comunitarios en el Polo Norte. Scott acepta a regañadientes, y Jack ayuda a aparentar que el Polo Norte es Canadá con el fin de disimular ante la llegada de los suegros de Santa Claus. Sin embargo, Jack, que quiere tener el poder y la influencia de Santa, utiliza sus poderes para crear problemas técnicos con algunos de los equipos. La fábrica de Santa Claus cae en el caos y muchos regalos se destruyen, por lo que Scott se enfrenta a la posibilidad de que no haya suficientes juguetes para todos los niños a tiempo para Navidad. 
Jack habla con Elf Curtis (Spencer Breslin) sobre el Salón de los Globos de Nieve, y descubre que la bola de nieve de Scott se puede utilizar para activar la "cláusula de escape", la cláusula más poderosa de todos los Santa Claus. Esta cláusula puede ayudar a escapar al Santa actual de su trabajo como Santa, si mantiene su globo de nieve y dice: "desearía no haberme vuelto Santa nunca", se activa la cláusula, y él puede volver al punto donde se convierte en Santa y evitar que el suceso ocurra. Scott se toma un descanso rápido para mostrar el Salón de los Globos de Nieve a Lucy, y le da una bola de nieve mágica que la muestra a ella abrazando un muñeco de nieve, que se torna rosa por sus abrazos tan llenos de amor y calor. Al salir, Jack se infiltra en la sala y roba la bola de nieve de Scott, congelando a los padres de Lucy cuando lo descubren. Tras nuevos intentos de sabotaje, Jack logra enfurecer a Scott en las leyes y, sin darse cuenta, pronuncia la cláusula de escape al abrir su regalo y sacando su globo de nieve. Jack y Scott retroceden en el tiempo al frente de la casa de Scott Calvin, donde, doce años antes, Scott causó que el Santa anterior cayera del techo y se pusiera su traje convirtiéndose en el nuevo Santa. Jack obtiene antes que la versión anterior de Scott se ponga el traje, así que Jack se convierte en Santa.
Scott es enviado a un presente alternativo, donde ha sido el CEO de su antigua compañía durante los últimos doce años, y trabaja incluso en Nochebuena. Conduce hasta la casa de Laura. Laura lo trata muy mal. A continuación, revela que ella y Neil también se divorciaron después de haber tenido a Lucy. Scott frenéticamente pregunta dónde está Carol y Laura dice que se fue de la ciudad años atrás porque "no había suficientes niños para aterrorizar en la localidad o algo así." Laura Scott da una revista que muestra el Polo Norte, que es ahora una atracción turística, donde los padres ricos llevan a sus hijos y pagan para que estén en la lista de niños buenos. Scott asegura a Laura que va a arreglar todo y todo volverá a la normalidad. Scott, queriendo su antiguo trabajo, regresa al Polo Norte, donde los elfos son miserables y la Navidad se ha convertido en algo muy comercializado. Lucy y Neil están ahí también, aunque ellos tampoco están felices de ver Scott. Scott se enfrenta a Jack por lo que ha hecho y afirma que su visión de la Navidad no es lo que la fiesta representa, pero Scott le recuerda que fue él el que dijo que "desearía no haberme vuelto Santa nunca". 
Scott convence a Lucy a ir en hurtadillas al Salón de los Globos de Nieve, y llevarse el Globo de Nieve de Jack. No convence a Jack para invocar la cláusula de escape, pero Scott tiene una grabación de Jack diciendo "desearía no haberme vuelto Santa nunca", cuando se lo dijo anteriormente con la pluma grabadora activada. Trasladados de nuevo al pasado, Scott retiene Jack para que no interfiera nuevamente, mientras el Scott del pasado descubre a Santa y se encuentra el traje de Santa y se lo pone, restableciendo todos los acontecimientos a la manera en que estaban originalmente. De vuelta en el presente, Scott se reúne con su esposa, aunque no ha pasado el tiempo desde que salió, y promete hacer su vida mejor. A continuación, muestra a sus suegros la verdad acerca de su taller, donde a pesar de sabotaje de Jack, los regalos están siendo fabricados y estarán a tiempo para las entregas de Scott. Para sorpresa de Scott, su hijo Charlie (Eric Lloyd) llega y ayuda a los elfos. Así como parece que las cosas van perfectamente, Curtis y Lucy aparece, y Neil y Laura aparecen congelados. Jack esta a punto de ser arrestado pero se niega a deshacer su hechizo sobre ellos. Para descongelarlos a ellos, Frost tendría que "descongelarse a sí mismo". Scott tiene una idea, le pide a Lucy que de a Jack un fuerte abrazo lo que hace que éste se "descongele" y abandone sus maldades. Todo el mundo - incluyendo el descongelado y reformado Jack - celebran la situación con un abrazo, y Carol de repente anuncia que su paquete está por venir. Ella da a luz a un bebé llamado Buddy Claus solo dos horas antes de que Santa tenga que empezar con la entrega de los regalos.

## Reparto
- Tim Allen - (Santa/Scott Calvin)
- Elizabeth Mitchell - (Sra. Claus/Carol)
- Eric Lloyd - (Charlie)
- Judge Reinhold - (Neil Miller)
- Wendy Crewson - (Laura Miller)
- Spencer Breslin - (Curtis)
- Martin Short - (Jack Frost)
- Ann-Margret - (Sylvia Newman)
- Alan Arkin - (Bud Newman)
- Liliana Mumy- (Lucy Miller)
- Art LaFleur - (El Hada de los dientes)
- Aisha Tyler - (Madre Naturaleza)
- Kevin Pollak - (Cupido)
- Jay Thomas - (El conejo de Pascua)
- Abigail Breslin - (Trish)